# Белут
Белу̀т (изписване преди 1945 година и Бѣлутъ, на сръбски: Белут или Belut) е село в община Босилеград, Западните покрайнини, Сърбия.

## География
Белут се намира югоизточно от Босилеград, на запад от днешната българо-сръбска граница. Съставено е от 9 разпръснати махали: Ву̀чина, Селище, Бузаджийска, Голоу̀ковци, Велкова, Присо̀е, Длъга падина, Долня махала и Капѝджина махала. Някои от тях днес са обезлюдени. С изключение на Капиджина махала, която се намира в Капиджина падина, махалите на селото са разположени в Белутската долина.
Името си Белут е получило от покрития с кремъци (белутраци) връх Белутòк.

## История
Според местно предание то е било основано от четирима души – Марко Бузаджи, Мита Вуча, Джока Шỳкар и дедо Вуко. Тъй като почвата е неплодородна, традиционен поминък на местните жители е строителството.
Селото се споменава за пръв път в османски данъчен регистър от 1576 година под сегашното си име. В регистър на джелепкешани от 1576 г. селото е отбелязано като част от каза Илидже. Посочени са Ярменин Даю и Ралче Калчин, натоварени да доставят общо 50 овце.
До 1878 година Белут е господарско село и земите му принадлежат на турски чифликчии, на които селяните изплащат рента. В 1864 г. селото има 25 ханета (67 мъже), в 1866 година – също 25 ханета (135 мъже и жени). В 1874 година броят на ханетата е 30 (75 мъже).
От 1878 до 1920 година селото е в границите на България и е част от община Извор, която влиза последователно в Изворска (до 1889 г.), Босилеградска (до 1901 г.) и Кюстендилска околия. През 1878 година земите на чифликчиите са заграбени от местните жители и по-късно, след правителствен заем, са изплатени на предишните им собственици.
През 1912 – 1913 година е построена църквата „Св. Богородица“.
По силата на Ньойския договор от 1919 година селото е включено в пределите на Кралството на сърби, хървати и словенци. През 1941 – 1944 година Белут, както и останалите села в Западните покрайнини, отново е под българско управление. От селото родом е Асен Северикин – деец на ВЗПО „Въртоп“, загинал през 1931 г. при екзекуцията на един кмет-предател.
След 1944 година е в границите на Югославия и наследилата я след разпада ѝ Сърбия.

## Население
При преброяването от 2002 година 67,05% от жителите на Белут са записани като българи, 21,17% като югославяни, а 11,76% като сърби.

## Образование
Сградата на началното училище в селото е построена през 1946 година по инициатива на учителя Добри Йорданов от с. Райчиловци. Дотогава училището се е помещавало в частна сграда в махалата Голоуковци.
През учебната 2007 – 2008 година училището има една ученичка и една учителка.

## Забележителности
В югоизточната част на землището на селото местният жител Здравко Георгиев, на площ около 20 дка, е създал един много интересен парк, наречен „Ферма „Осми ден“. В него са събрани символи и са резбовани върху дърво текстове от всички съвременни големи религии. Освен това Здравко е събрал много ценни етнографски експонати от района и цяло Краище. Фермата се посещава от много хора от цял свят.

## Редовни събития
Ежегоден събор (селска служба) на 27 ноември – Св. Филип.
Събор на 28 август-„Успение Богородично“

## Личности
Родени в Белут
- Асен Северинкин (1898 – 1931) – български революционер
- Радко Стоянчов – съвременен поет, публицист, общественик